# Dichaetomyia neboissi
Dichaetomyia neboissi är en tvåvingeart som beskrevs av Adrian C. Pont 1974. Dichaetomyia neboissi ingår i släktet Dichaetomyia och familjen husflugor. Inga underarter finns listade i Catalogue of Life.